# Adam Iwiński
Adam Iwiński (sinh năm 1958 - mất ngày 4 tháng 12 năm 2010 tại Warsaw) là một đạo diễn, nhà quay phim và diễn viên người Ba Lan.

## Phim ảnh
- 1984: Zabawa w chowanego
- 1985: Jezioro Bodeńskie
- 1985:: Kronika wypadków miłosnych
- 1986: Bohater roku
- 1986: Nieproszony gość
- 1989: Janka
- 1991: Les enfants de laionaryre
- 1992: Szwadron
- 1993: Czterdzestolatek. 20 lat później
- 1993: Wow
- 1995: Pułkownik Kwiatkowski
- 1995: Sukces
- 1997: Musisz żyć
- 1997: Sława i chwała
- 1997: Szczęśliwego Nowego Jorku
- 1998: Gosia i Małgosia
- 1999: Tygrysy Europy
- 2000-2010: M jak miłość
- 2000: Máy làm lại Przeprowadzki
- 2000: Twarze i maski
- 2001: Garderoba damka - reżyseria
- 2001: Gulczas, a jak myślisz...
- 2001: Myszka Walewska
- 2001: Przeprowadzki
- 2003: Tygrysy Europy 2
- 2003: Zróbmy sobie wnuka
- 2006: Tylko mnie kochaj